# 2010年6月澳门

## 6月30日
- 衛生局局長李展潤在慢性病防制委員會第一次會議上指，慢性病正取代傳染病成為澳門人主要死亡原因。新聞局（页面存档备份，存于）
- 一名男子在路環龍爪角釣魚時墜海失蹤。華僑報
- 首個世界遺產標示牌在大堂前揭幕。正報

## 6月29日
- 公共房屋事務委員會建議，經濟房屋建築面積售價為每平方英呎1,100澳門元。新聞局（页面存档备份，存于）
- 澳門外港客運碼頭至廣州南沙港首條航線開通。正報[永久]
- 立法會一般性通過五項衛生範疇的職程法案。華僑報
- 澳門文華東方酒店在壹號湖畔繼續營業。華僑報
- 運輸工務司司長劉仕堯就澳門大學氹仔校區的未來表示，澳大有發展方向的自主權，而運輸工務範疇主要是配合其發展。華僑報（页面存档备份，存于）

## 6月28日
- 立法會細則性討論及表決通過《修正二０一０財政年度預算》法案，以安排本年度現金分享計劃。華僑報（页面存档备份，存于）
- 政府決定暫不延續「自置居所信用擔保計劃」及「自置居所貸款利息補貼制度」。華僑報（页面存档备份，存于）
- 立法會另外一般性通過《醫生職程制度》、《非高等教育公立學校教師及教學助理員職程》、《因執行公務的司法援助》三項法案。華僑報（页面存档备份，存于）
- 經濟財政司司長譚伯源表示，有三十萬人被納入中央儲蓄制度，合資格人士最快可於九月份提取款項。華僑報
- 教青局局長蘇朝暉表示，當局計劃在新學年將膳食津貼擴展至私立學校並推廣校園健康午膳，又表示大部分學校教師隊伍穩定。華僑報（页面存档备份，存于）華僑報

## 6月27日
- 澳門青年動力到房屋局請願，促請盡快興建公共房屋，兌現施政承諾，並主張經屋價格與成本而非與市場價掛鉤。華僑報

## 6月26日
- 澳門經濟學會慶祝成立二十周年。華僑報

## 6月25日
- 教青局在教育委員會建議未來學校上課日數增十五日至一百九十五日，同時縮減每週課時。正報

## 6月24日
- 政府就重建水價機制取代單一水價模式進行諮詢。正報
- 澳門新視角學會進行「特區政府施政滿意度」調查，最多受訪者對運輸工務領域的表現感到「不滿」或「非常不滿」。正報
- 社會文化司司長張裕表示，醫療券會於8月1日前發放。澳門日報
- 衛生局醫生協會不滿醫生職程改革草案，指在多方面製造更多混亂和不公平。澳門日報

## 6月23日
- 社會文化司司長批示，委任司長辦公室顧問何鈺珊為衛生局支援及一般行政副局長。政府公報（页面存档备份，存于）
- 社會文化司司長委任新一屆青年事務委員會委員。政府公報（页面存档备份，存于）
- 澳門大學附屬應用學校一百名教師，有三十七名同時離職，其中廿七名為小學教師。澳門日報
- 澳門監獄引進電擊鎖，防止押解犯人途中逃逸。正報
- 澳門科技大學研究發現，市面上大部分飲片樣品指標成份含量低於《中國藥典》規定。澳門日報

## 6月22日
- 正在葡萄牙訪問的行政長官崔世安與總統施華高和總理若澤·蘇格拉底會面。正報
- 新澳門學社換屆，由周庭希接替陳偉智任理事長。正報
- 前澳門基本法起草委員會法律專家廉希聖指，澳門民主總要發展，但由於基本法沒有寫明普選，政府就不能搞。正報
- 本地電影《奧戈》入選捷克卡羅維發利國際電影節主競賽單元十二部影片之一。澳門日報
- 檢察院決定就五一遊行有侮辱國旗之事立案。澳門日報

## 6月21日
- 上月通貨膨脹率達2.76%，接近3%的官方警戒線。澳門日報

## 6月20日
- 新城填海規劃工作小組決定委託獨立研究機構在前一天日開始的兩個月諮詢期內展開三個層面問卷調查研究。新聞局（页面存档备份，存于）
- 社會工作局對有私營安老院結業表示關注，並表示將積極透過各種方式，包括新建院舍，拓展及完善安老院護服務。新聞局（页面存档备份，存于）

## 6月19日
- 運輸工務司司長辦公室主任黃振東表示，政府將會在新城規劃中覓適當地點，徹底解決青洲中途倉的問題。華僑報
- 工聯青年中心舉辦論壇，討論經屋訂價問題。華僑報

## 6月18日
- 社會文化司司長辦公室顧問康偉獲委任為駐京辦主任。新聞局（页面存档备份，存于）
- 運輸工務司辦公室主任黃振東昨日表示，特區政府將會在明年啟動《澳門城市規劃法》的立法工作。華僑報（页面存档备份，存于）
- 新澳門學社啟事倒數網站，希望政府兌現在2012年完成19,000公共房屋單位的承諾。華僑報（页面存档备份，存于）

## 6月17日
- 行政長官崔世安啟程前往葡萄牙展開七天官式訪問。新聞局（页面存档备份，存于）
- 梁安琪、陳明金、梁維特獲委任為澳門基金會信託委員會委員。華僑報（页面存档备份，存于）
- 勞工事務局繼去年再度推出高等院校畢業生內地實習計劃，但名額減半至五百個，實習期亦縮短至半年。華僑報（页面存档备份，存于）

## 6月16日
- 澳門基金會行政委員會主席吳榮恪宣佈以私人理由不再續任，其職位由吳志良接替。澳門電台（页面存档备份，存于）
- 1184人在澳門綜藝館演唱饒舌，成功打破德國在2007年所創的健力士世界紀錄。澳門電台（页面存档备份，存于）
- 第一季全澳施工中及審批中的私人住宅項目達290個，提供33000單位，而同期空置住宅單位約有26000個。澳門電台（页面存档备份，存于）

## 6月15日
- 行政會完成討論非高等教育公立學校教師及教學助理員職程草案以及六份關於衛生局特別職程的法案。華僑報華僑報
- 政府跨部門工作小組向公屋委員會介紹「對本澳房屋問題的分析與思考」報告，當中指居住單位的樓價收入比為七點零一倍，仍屬較合理水平。華僑報
- 工人同盟總會籌委會成員，到人力資源辦公室遞信，有人在場擲雞蛋。警方帶走六人，其中兩人會被起訴毀損罪名，交檢察院偵偵辦。華僑報
- 澳航與全日空簽署代碼共享協議。華僑報
- 去年人均醫生、護士和病床數目皆有所增加。華僑報

## 6月14日
- 八個透過管理公司租用南灣湖E區經營酒吧的租戶遞信，要求政府在管理公司放棄繼續承包的情況下酌情處理容許他們繼續經營。華僑報（页面存档备份，存于）
- 鏡湖醫院與中山大學簽約，前者將成為後者的教學醫院。華僑報（页面存档备份，存于）
- 經濟財政司司長譚伯源期望在本立法會會期通過社會保制度障法案。華僑報（页面存档备份，存于）

## 6月13日
- 政府新聞發言人譚俊榮表示，行政長官崔世安非常關注三年前一名葡籍青年死亡案件的調查。華僑報
- 澳門青年動力舉辦論壇，探討澳廣視前景。華僑報

## 6月12日
- 民政總署管委會主席譚偉文指，將嚴格控制大熊貓館興建工程的支出。華僑報（页面存档备份，存于）

## 6月11日
- 有參與澳門輕軌系統投標的工程公司指，西灣大橋的鋼斜拉索不符合中國標準。正報
- 經濟財政司司長譚伯源指將於非凡航空四千萬借貸到期時啟動相關收回程序，並依法執行。正報
- 港務局在筷子基北塘清理了三噸死魚。華僑報（页面存档备份，存于）

## 6月10日
- 就昨日延遲發出暴雨警告信號，氣象局局長馮瑞權指是要考慮用家需要，而教青局則強調以學生安全為上。正報
- 港務局黃穗文指尚未營運的十條海上航線部份在積極籌備中。正報

## 6月9日
- 當日早上八時至九時錄得77.2毫米雨量，引起多處水浸。氣象局遲至上午九時零五分發出暴雨警告信號，其後向市民致歉。華僑報
- 三名台灣男子，涉嫌為澳門一名前司警寄出信件給澳門特區政府及傳媒、誹謗澳門司警局局長黃少澤，被台北地檢署起訴。華僑報
- 澳博董事蘇樹輝承認，賭場內實施全面禁煙為大勢所趨，但表示不宜一刀切。華僑報
- 上海世博澳門辦公室向「澳門館概念設計比賽」冠軍團隊發函，指團隊成員馬若龍最近在個別中、葡文媒體發表的言論，大部分內容與事實不符。市民日報[]
- 前行政長官何厚鏵和中國與葡語國家經貿合作論壇常設秘書處輔助辦公室主任姍桃絲獲葡國總統施華高在葡國日、賈梅士日暨葡僑日頒授勳章。安哥拉通訊社

## 6月8日
- 與澳門輕軌相關的五個政府部門在三名立法議員陪同下與百名居民視察皇朝區選址。正報
- 政府表示，位於石排灣郊野公園、耗資八千萬元的大熊貓館將於九月落成。正報
- 宏益電召的士有限公司總經理冼馬廖表示，公司並非只能接受電召，只是「不能在澳門半島的賭場和酒店排隊候客」。澳門電台（页面存档备份，存于）

## 6月7日
- 司警局局長黃少澤表示，局方人手需要比目前的九百人擴充一倍。正報
- 三名韓國男子涉及上周六一宗涉款達210萬港元的械劫案，分別被港澳警方拘捕。華僑報（页面存档备份，存于）
- 四名少年涉嫌以裸照勒索一名共兩千多元被治安警送檢察院處理。華僑報（页面存档备份，存于）

## 6月6日
- 林玉鳳發表聲明，否認在去年立法會選舉期間以公民監察第一候選人身份干預澳廣視電視台新聞自由。澳門電台（页面存档备份，存于）
- 工聯調查發現，澳門鄰里關係普遍疏離淡漠，又對參與大廈管理意識薄弱。正報
- 澳門青年聯合會副理事長陳秀釵表示，只要青年不破壞社會秩序、理性站出來表達訴求，社會應支持和構建空間平台予他們發聲。澳門電台（页面存档备份，存于）

## 6月5日
- 行情長官崔世安結束潮汕地區訪問時表示，會會考慮澳潮未來包機通航乃至定期航班，並期望協助潮汕產品進入葡語國家。華僑報（页面存档备份，存于）
- 一名內地男子涉嫌在來自成都的飛機上偷取乘客財物，被司警拘捕，移送檢察院偵訊。華僑報（页面存档备份，存于）
- 港務局將制定新的水價機制，將家居用水和非家居用水的水價分開處理。基本用水量用戶的水費不會因此加價。華僑報（页面存档备份，存于）

## 6月4日
- 至少四百人參加了民聯會在玫瑰堂前地舉行的六四燭光晚會，是回歸以來最多。澳門電台（页面存档备份，存于）香港電台（页面存档备份，存于）

## 6月3日
- 行政長官崔世安率團抵達潮州、汕頭、揭陽進行三天訪問。新聞局（页面存档备份，存于）

## 6月2日
- 政府就《出版法》和《視聽廣播法》舉行簡介會，強調在修訂內容沒有既定立場。新聞局（页面存档备份，存于）
- 澳廣視員工大會上，有編輯指林玉鳳在去年選舉時曾致電新聞部高層干預。林其後承認曾致電，但只是要求公平報導。澳亞衛視[]澳亞衛視[]

## 6月1日
- 輕軌展覽館大樓建造工程開標，共收到35份標書，造價介乎五千三百多萬至約八千萬澳門元，最長施工期為450天。新聞局（页面存档备份，存于）
- 接近二千人在社交網站facebook發起網上遊行，要求政府「一視同仁地待商待民、特首履行好職責，給市民一能安居樂業的澳門」。正報
- 上月賭收170億澳門元，較去年同期上升95%。華僑報